# اللغة المرغاليونية
اللغة المرغلانية (واسمها باللغة الجورجية მარგალური ნინა) وهي من الللغات الكارتفيلية وهي اللغة التي يتكلم بها سكان غرب جورجيا في إقليمي مينغريليا وأبخازيا ويتكلمها المرغلاني، عدد متكلمي هذه اللغة أصبح قليل وحسب اليونسكو هي من اللغات المهددة بالإنقراض.